# Frieda Hughes
Frieda Rebecca Hughes (Londres, 1 de abril de 1960) es una poeta y pintora anglo-australiana. Ha publicado siete libros infantiles, cuatro colecciones de poesía y un cuento y ha realizado numerosas exposiciones. Hughes es hija de la novelista y poeta estadounidense ganadora del Premio Pulitzer Sylvia Plath y Ted Hughes, quien fue Poeta Laureado del Reino Unido desde 1984 hasta su muerte en 1998.

## Carrera
Hughes se graduó en el Central Saint Martins College of Art and Design, Londres, con una licenciatura (con honores) en 1988.
En junio de 2002, recibió un premio de invención e innovación de la Fondo Nacional para la Ciencia, la Tecnología y las Artes por su proyecto Forty Years.
De 2006 a 2008 escribió una columna semanal de poesía para el periódico The Times y en 2008 fue juez presidente de los Premios Forward de Poesía y juez del Concurso Nacional de Poesía.
En febrero de 2010, fue invitada a Private Passions, el programa de debates musicales biográficos de BBC Radio 3.
En octubre de 2015, Hughes habló por primera vez sobre su padre como parte del documental de BBC Two Ted Hughes: Stronger Than Death.
En abril de 2023, Hughes apareció en el programa de BBC Radio 4 Saturday Live hablando sobre su libro George sobre su rescate de un polluelo de urraca.
2.942 / 5.000

## Vida familiar y personal
Hughes es hija de los poetas Sylvia Plath y Ted Hughes. Su madre fue una novelista y poeta estadounidense, y su padre fue el poeta laureado británico desde 1984 hasta su muerte en 1998. Su madre se suicidó cuando Frieda tenía casi tres años; su padre murió de un ataque cardíaco mientras recibía tratamiento contra el cáncer. El hermano de Hughes, Nicholas Hughes, se suicidó el 16 de marzo de 2009.
Hughes nació en Londres. Por parte de la madre de su padre, Frieda y Nicholas son descendientes de Nicholas Ferrar (1592–1637). Se mudó a Perth, Australia Occidental en 1988, y más tarde se estableció en Wooroloo, Australia Occidental, en 1991, una pequeña aldea al norte de Perth, donde el paisaje australiano se convirtió en la base de gran parte de su pintura. Obtuvo la doble nacionalidad australiana en 1992.
Hughes estuvo casada con el trabajador agrícola Desmond Dawe de 1979 a 1982. Su segundo marido fue un agente inmobiliario, Clive Anderson.[cita requerida] Su tercer matrimonio, en 1996, fue con el artista húngaro Laszlo Lukacs; Se divorciaron en 2010 después de un año de separación. No tiene hijos. Hughes rescata, cuida y pinta búhos.
Hughes vive actualmente cerca de Abermule, Powys, Gales.